# 斯夸爾島
斯夸爾島（英語：Squire Island）是南極洲的島嶼，處於弗賴爾島東北面，屬於威廉群島中沃沃曼斯群島的一部分，在1950年被繪入阿根廷地圖，現時由南極條約體系管理。